# Jequitibá
Jequitibá este un oraș în Minas Gerais (MG), Brazilia.